# Powers Boothe
Pour les articles homonymes, voir Boothe.
Powers Boothe est un acteur américain, né le 1er juin 1948 à Snyder (Texas) et mort le 14 mai 2017 à Los Angeles.

## Biographie

### Jeunesse
Powers Boothe est né le 1er juin 1948 dans une ferme de coton à Snyder dans l’État du Texas,.
Le plus jeune de trois garçons de Merrill Vestal Boothe, un éleveur, et de son épouse Emily (née Reeves) Boothe. Son père lui a donné le nom de son meilleur ami, tué pendant la Seconde Guerre mondiale.
Boothe a fréquenté le lycée Snyder, où il a joué au football Americain et est apparu dans des pièces de théâtre à l'école. Il a été le premier de sa famille à aller au-delà du lycée, obtenant un baccalauréat ès arts de la Southwest Texas State University à San Marcos et une maîtrise en beaux-arts en art dramatique de la Southern Methodist University à University Park, Texas,.

### Carrière
Powers Boothe est révélé en 1980 par le téléfilm Guyana Tragedy: The Story of Jim Jones, inspiré par l'affaire du suicide collectif du Temple du Peuple : sa prestation dans le rôle de Jim Jones lui vaut l'Emmy Award du meilleur acteur dans une série limitée ou un téléfilm. Il mène ensuite une carrière au cinéma et à la télévision. Durant les années 1980, il tient le rôle-titre de la série Philip Marlowe, détective privé ; on le voit dans des films d'action comme L'Aube rouge ou Extrême préjudice, mais aussi dans La Forêt d'émeraude, de John Boorman, où il tient le rôle principal.
Il tient ensuite principalement des seconds rôles dans des films et téléfilms grand public, où il tient fréquemment des rôles de policiers, de militaires ou d'hommes politiques. On le voit aussi bien dans des films d'action comme Mort subite dans lequel il interprète le méchant face à Jean-Claude Van Damme, que chez Oliver Stone qui l'emploie dans le film historique comme Nixon et dans le polar U-Turn.
Dans les années 2000 et 2010, il apparaît principalement à la télévision tout en tenant quelques rôles secondaires au cinéma. Ainsi, entre 2001 et 2006, il prête sa voix au méchant de DC Comics Gorilla Grodd dans la série d'animation Justice League et tient entre 2004 et 2006, le rôle du patron de saloon Cy Tolliver dans le western d'HBO Deadwood,. En parallèle, il incarne en 2005 le sénateur Roark dans le film Sin City de Robert Rodriguez.
En 2006, il prête sa voix au personnage de DC Comics et ennemi emblématique de Superman, Lex Luthor, dans le film d'animation Superman: Brainiac Attacks sorti directement en DVD.
En 2007, il campe le vice-président des États-Unis dans la sixième saison de la série 24 heures chrono, puis dans le téléfilm 24 Heures chrono : Redemption diffusé en 2008,.
En 2012, il joue le rôle de  Gideon Malick dans le film Avengers. Il prête également sa voix au personnage de Benjamin Travis dans le jeu vidéo Hitman: Absolution.
En 2014, il reprend le rôle du sénateur Roark dans la préquelle Sin City : J'ai tué pour elle, puis celui de Malick dans la série Marvel : Les Agents du SHIELD de 2015 à 2016.

### Mort
Powers Boothe est décédé à Los Angeles des suites d'un cancer du pancréas, le matin du 14 mai 2017, à l'âge de 68 ans,,,.
Il est enterré au cimetière de Deadwood, dans la région rurale de Deadwood, située dans le comté de Panola, à l'est de Carthage, dans l'est du Texas.

## Filmographie

### Cinéma
- 1977 : Adieu, je reste (The Goodbye Girl) d'Herbert Ross : Richard III Cast
- 1980 : The Cold Eye (My Darling, Be Careful) de Babette Mangolte
- 1980 : La Chasse (Cruising) de William Friedkin : Hanky salesman
- 1981 : Sans retour (Southern Comfort) de Walter Hill : caporal Charles Hardin
- 1984 : Une race à part (A Breed Apart) de Philippe Mora : Mike Walker
- 1984 : L'Aube rouge (Red Dawn) de John Milius : lieutenant-colonel Andrew Tanner
- 1985 : La Forêt d'émeraude (The Emerald Forest) de John Boorman : Bill Markham
- 1987 : Extrême préjudice de Walter Hill : Cash Bailey
- 1988 : Sapphire Man de Craig Bolotin (en)
- 1989 : Stalingrad (Сталинград) de Youri Ozerov : général Vassili Tchouïkov
- 1992 : Rapid Fire de Dwight H. Little : Mace Ryan
- 1993 : Angely smerti de Youri Ozerov
- 1993 : Tombstone de George Pan Cosmatos : Curly Bill Brocious
- 1994 : Blue Sky de Tony Richardson : Vince Johnson
- 1995 : Mutant Species de David A. Prior : Frost
- 1995 : Mort subite (Sudden Death) de Peter Hyams : Joshua Foss
- 1995 : Nixon d'Oliver Stone : Alexander Haig
- 1997 : U-Turn d'Oliver Stone : shérif Virgil Potter
- 2000 : Les Chemins de la dignité (Men of Honor) de George Tillman Jr. : capitaine Pullman
- 2001 : Emprise (Frailty) de Bill Paxton : FBI Agent Wesley Doyle
- 2005 : Sin City de Frank Miller et Robert Rodriguez : sénateur Roark
- 2007 : The Final Season (en) de David M. Evans : Jim Van Scoyoc
- 2010 : MacGruber de Jorma Taccone : colonel Jim Faith
- 2012 : Guns, Girls and Gambling de Michael Winnick : le propriétaire du ranch
- 2012 : Avengers (The Avengers) de Joss Whedon : Gideon Malick
- 2013 : Straight A's (en) de James Cox : le père
- 2014 : Sin City : J'ai tué pour elle (Sin City: A Dame to Kill For) de Frank Miller et Robert Rodriguez : sénateur Roark

### Télévision
- 1980 : Skag (en) : Whalen
- 1980 : The Plutonium Incident : Dick Hawkins
- 1980 : Guyana Tragedy: The Story of Jim Jones : Le révérend Jim Jones
- 1980 : Cri d'amour (A Cry for Love) : Tony Bonnell
- 1983-1986 : Philip Marlowe, détective privé : Philip Marlowe
- 1987 : Into the Homeland (en) : Jackson Swallow
- 1990 : Family of Spies (en) : John A. Walker Jr.
- 1990 : By Dawn's Early Light (en) : Maj. Cassidy
- 1992 : Wild Card : Prédicateur
- 1993 : Marked for Murder : Mace « Sandman » Moutron
- 1994 : Web of Deception (en) : Dr Philip Benesch
- 1996 : Dalva (en) : Sam
- 1997 : Sœurs de cœur (True Women) : Bartlett McClure
- 1998 : Une voleuse de charme (The Spree) : Det. Bram Hatcher
- 1999 : Jeanne d'Arc (Joan of Arc) : Jacques D'Arc
- 1999 : Crime passionnel (A Crime of Passion) : Dr Ben Pierce
- 2001 : Attila le Hun (Attila) : Flavius Aetius
- 2003 : Second Nature : Kelton Reed
- 2004-2006 : Deadwood : Cy Tolliver
- 2007 : 24 Heures chrono : Le vice-président Noah Daniels
- 2008 : 24: Redemption : L'ex-président Noah Daniels
- 2012 : Nashville : Lamar Hampton
- 2012 : Hatfields and McCoys : Wall Hatfield
- 2015 : Marvel : Les Agents du SHIELD : Gideon Malick[14]

## Ludographie
- 2012 : Hitman: Absolution : Benjamin Travis

## Voix francophones
En version française, Powers Boothe est doublé dans les années 1980 par Pierre Hatet dans Sans retour, Jacques Richard dans L'Aube rouge, Patrick Floersheim dans La Forêt d'émeraude, Mostéfa Stiti dans Extrême préjudice ou encore par Philippe Ogouz dans Into the Homeland. Dans les années 1990, si Jean Barney le double à deux reprises dans Mort subite et Nixon, Powers Boothe est doublé à titre exceptionnel par Daniel Sarky dans Rapid Fire, Bernard Tiphaine dans Tombstone, Michel Vigné dans U-Turn et Georges Caudron dans Sœurs de cœur.
Au début des années 2000, Daniel Beretta le double à deux reprises dans Attila le Hun et La Cible oubliée, tandis que Féodor Atkine est sa voix dans Emprise. Par la suite, il est notamment doublé par Philippe Catoire dans Deadwood, 24 heures chrono et Hatfields and McCoys. En parallèle, Patrick Raynal le double dans Sin City et sa suite, Robert Guilmard le double dans Nashville, tandis que Vincent Grass le double dans le film Avengers mais est remplacé par Jean Barney dans la série Marvel : Les Agents du SHIELD.